# هایناده
هایناده (به آلمانی: Heinade) یک شهر در آلمان است که در Eschershausen-Stadtoldendorf واقع شده‌است. هایناده ۹۷۴ نفر جمعیت دارد.